# Azione immediata (film)
Azione immediata (Action immédiate) è un film del 1957 diretto da Maurice Labro.

## Trama
L'agente dei servizi segreti francesi Walder delega il suo giovane ufficiale Francis Coplan a Ginevra per trovare il capo di un'organizzazione mafiosa che si chiama Lindbaum, il quale ha rubato prototipi e campioni di un futuristico aereo dell'aeronautica militare francese.